# Yi wan nian yi hou
Yi wan nian yi hou (no Brasil: 10.000 anos depois, em chinês: 一万年以后) é um filme chinês de fantasia e aventura dirigido por Li Yi. Estreou mundialmente em 27 de março de 2015.

## Sinopse
Em um futuro distante, um cataclismo forçou a humanidade a retornar a uma sociedade medieval dividida em tribos. Wugreb, líder de uma tribo tibetana conhecida como tribo Wu, liderou uma expedição à China ocidental para encontrar as ruínas de Tech City, uma cidade construída no auge da civilização humana. Wugreb enlouqueceu com a tecnologia recém-descoberta e a usou para criar um exército de monstros e demônios visando dominar o mundo, começando pelo ocidente.
Os efeitos do ataque de Wugreb são evidentes em todo o mundo. Muitas novas criaturas e até novas espécies humanoides surgiram por causa do retorno de Tech City. Entretanto, os planos de Wugreb foram frustrados pela deusa guardiã Kelsang. Wugreb foi preso dentro de um túmulo na cidade de Koga por 10.000 anos, mas após esse tempo, o selo de Kelsang começou a enfraquecer. Cabe a uma jovem garota, seu avô e a um grupo de guerreiros salvar o mundo.

## Recepção

### Bilheteria
O filme arrecadou mais de CNY 27 milhões no mercado chinês, e mais de US$ 3 milhões globalmente.